# FIA World Endurance Championship 2012
Het FIA World Endurance Championship 2012 was het eerste seizoen van het FIA World Endurance Championship, een autosportkampioenschap met endurancewedstrijden dat georganiseerd wordt door de Fédération Internationale de l'Automobile (FIA) en de Automobile Club de l'Ouest (ACO). Het kampioenschap is de vervanger van de International Le Mans Cup, die in 2010 en 2011 werd gehouden. In het kampioenschap reden prototype- en GT-wagens verdeeld onder vier klassen. Er werden wereldtitels uitgedeeld aan de hoogst geplaatste coureurs en constructeurs in zowel de prototype- als de GT-klassen.

## Kalender
Op 12 november 2011 werd de WEC-kalender van 2012 bekend gemaakt. Vier races, de 12 uur van Sebring, de 6 uur van Spa-Francorchamps, de 24 uur van Le Mans en de 6 uur van Silverstone, stonden in 2011 ook op de kalender van de International Le Mans Cup. De 6 uur van São Paulo, de 6 uur van Bahrein en de 6 uur van Fuji waren nieuwe evenementen. De locatie van de  Chinese ronde was aanvankelijk niet bekend; de race zou op het Zhuhai International Circuit (de locatie van de Le Mans Cup-race) of op het Shanghai International Circuit worden gehouden. Uiteindelijk werd bekend dat de 6 uur van Shanghai het seizoen zou afsluiten. Tijdens de 12 uur van Sebring namen inschrijvingen uit zowel het WEC als de American Le Mans Series deel; inschrijvingen uit de laatste klasse kwamen niet in aanmerking voor kampioenschapspunten.
| Ronde | Race                        | Circuit                        | Datum        |
| ----- | --------------------------- | ------------------------------ | ------------ |
| 1     | 12 uur van Sebring          | Sebring International Raceway  | 17 maart     |
| 2     | 6 uur van Spa-Francorchamps | Circuit de Spa-Francorchamps   | 5 mei        |
| 3     | 24 uur van Le Mans          | Circuit de la Sarthe           | 16-17 juni   |
| 4     | 6 uur van Silverstone       | Silverstone                    | 26 augustus  |
| 5     | 6 uur van São Paulo         | Autódromo José Carlos Pace     | 15 september |
| 6     | 6 uur van Bahrein           | Bahrain International Circuit  | 29 september |
| 7     | 6 uur van Fuji              | Fuji Speedway                  | 14 oktober   |
| 8     | 6 uur van Shanghai          | Shanghai International Circuit | 28 oktober   |

## Teams en coureurs
Inschrijvingen in het groen komen alleen in aanmerking voor kampioenschapspunten bij de coureurs. Inschrijvingen in het rood komen in aanmerking voor kampioenschapspunten bij de coureurs, maar komen alleen in aanmerking voor kampioenschapspunten bij de constructeurs tijdens de 24 uur van Le Mans.

### LMP1
| Team                  | Auto                                                | Motor                                                                                                   | Banden | Nr. | Coureur                  | Races    |
| --------------------- | --------------------------------------------------- | --- | ------ | --- | ------------------------ | -------- |
| Audi Sport Team Joest | Audi R18 TDI Audi R18 ultra Audi R18 e-tron quattro | Audi TDI 3.7L Turbo V6 (Diesel) Audi TDI 3.7L Turbo V6 (Diesel) Audi TDI 3.7L Turbo V6 (Hybride Diesel) | M      | 1   | André Lotterer           | Alle     |
| Audi Sport Team Joest | Audi R18 TDI Audi R18 ultra Audi R18 e-tron quattro | Audi TDI 3.7L Turbo V6 (Diesel) Audi TDI 3.7L Turbo V6 (Diesel) Audi TDI 3.7L Turbo V6 (Hybride Diesel) | M      | 1   | Benoît Tréluyer          | Alle     |
| Audi Sport Team Joest | Audi R18 TDI Audi R18 ultra Audi R18 e-tron quattro | Audi TDI 3.7L Turbo V6 (Diesel) Audi TDI 3.7L Turbo V6 (Diesel) Audi TDI 3.7L Turbo V6 (Hybride Diesel) | M      | 1   | Marcel Fässler           | Alle     |
| Audi Sport Team Joest | Audi R18 TDI Audi R18 ultra Audi R18 e-tron quattro | Audi TDI 3.7L Turbo V6 (Diesel) Audi TDI 3.7L Turbo V6 (Diesel) Audi TDI 3.7L Turbo V6 (Hybride Diesel) | M      | 2   | Allan McNish             | Alle     |
| Audi Sport Team Joest | Audi R18 TDI Audi R18 ultra Audi R18 e-tron quattro | Audi TDI 3.7L Turbo V6 (Diesel) Audi TDI 3.7L Turbo V6 (Diesel) Audi TDI 3.7L Turbo V6 (Hybride Diesel) | M      | 2   | Tom Kristensen           | Alle     |
| Audi Sport Team Joest | Audi R18 TDI Audi R18 ultra Audi R18 e-tron quattro | Audi TDI 3.7L Turbo V6 (Diesel) Audi TDI 3.7L Turbo V6 (Diesel) Audi TDI 3.7L Turbo V6 (Hybride Diesel) | M      | 2   | Rinaldo Capello          | 1-3      |
| Audi Sport Team Joest | Audi R18 TDI Audi R18 ultra Audi R18 e-tron quattro | Audi TDI 3.7L Turbo V6 (Diesel) Audi TDI 3.7L Turbo V6 (Diesel) Audi TDI 3.7L Turbo V6 (Hybride Diesel) | M      | 2   | Lucas di Grassi          | 5        |
| Audi Sport Team Joest | Audi R18 TDI Audi R18 ultra Audi R18 e-tron quattro | Audi TDI 3.7L Turbo V6 (Diesel) Audi TDI 3.7L Turbo V6 (Diesel) Audi TDI 3.7L Turbo V6 (Hybride Diesel) | M      | 3   | Timo Bernhard            | 1        |
| Audi Sport Team Joest | Audi R18 TDI Audi R18 ultra Audi R18 e-tron quattro | Audi TDI 3.7L Turbo V6 (Diesel) Audi TDI 3.7L Turbo V6 (Diesel) Audi TDI 3.7L Turbo V6 (Hybride Diesel) | M      | 3   | Marc Gené                | 2-3      |
| Audi Sport Team Joest | Audi R18 TDI Audi R18 ultra Audi R18 e-tron quattro | Audi TDI 3.7L Turbo V6 (Diesel) Audi TDI 3.7L Turbo V6 (Diesel) Audi TDI 3.7L Turbo V6 (Hybride Diesel) | M      | 3   | Romain Dumas             | 1-3      |
| Audi Sport Team Joest | Audi R18 TDI Audi R18 ultra Audi R18 e-tron quattro | Audi TDI 3.7L Turbo V6 (Diesel) Audi TDI 3.7L Turbo V6 (Diesel) Audi TDI 3.7L Turbo V6 (Hybride Diesel) | M      | 3   | Loïc Duval               | 1-3      |
| Toyota Racing         | Toyota TS030 Hybrid                                 | Toyota 3.4L V8 (Hybride)                                                                                | M      | 7   | Nicolas Lapierre         | 3-8      |
| Toyota Racing         | Toyota TS030 Hybrid                                 | Toyota 3.4L V8 (Hybride)                                                                                | M      | 7   | Alexander Wurz           | 3-8      |
| Toyota Racing         | Toyota TS030 Hybrid                                 | Toyota 3.4L V8 (Hybride)                                                                                | M      | 7   | Kazuki Nakajima          | 3-4, 7   |
| Toyota Racing         | Toyota TS030 Hybrid                                 | Toyota 3.4L V8 (Hybride)                                                                                | M      | 8   | Anthony Davidson         | 3        |
| Toyota Racing         | Toyota TS030 Hybrid                                 | Toyota 3.4L V8 (Hybride)                                                                                | M      | 8   | Sébastien Buemi          | 3        |
| Toyota Racing         | Toyota TS030 Hybrid                                 | Toyota 3.4L V8 (Hybride)                                                                                | M      | 8   | Stéphane Sarrazin        | 3        |
| Rebellion Racing      | Lola B11/60 Lola B12/60                             | Toyota RV8KLM 3.4L V8 Toyota RV8KLM 3.4L V8                                                             | M      | 12  | Neel Jani                | Alle     |
| Rebellion Racing      | Lola B11/60 Lola B12/60                             | Toyota RV8KLM 3.4L V8 Toyota RV8KLM 3.4L V8                                                             | M      | 12  | Nicolas Prost            | Alle     |
| Rebellion Racing      | Lola B11/60 Lola B12/60                             | Toyota RV8KLM 3.4L V8 Toyota RV8KLM 3.4L V8                                                             | M      | 12  | Nick Heidfeld            | 1-3      |
| Rebellion Racing      | Lola B11/60 Lola B12/60                             | Toyota RV8KLM 3.4L V8 Toyota RV8KLM 3.4L V8                                                             | M      | 13  | Andrea Belicchi          | Alle     |
| Rebellion Racing      | Lola B11/60 Lola B12/60                             | Toyota RV8KLM 3.4L V8 Toyota RV8KLM 3.4L V8                                                             | M      | 13  | Harold Primat            | Alle     |
| Rebellion Racing      | Lola B11/60 Lola B12/60                             | Toyota RV8KLM 3.4L V8 Toyota RV8KLM 3.4L V8                                                             | M      | 13  | Jeroen Bleekemolen       | 1, 3     |
| Rebellion Racing      | Lola B11/60 Lola B12/60                             | Toyota RV8KLM 3.4L V8 Toyota RV8KLM 3.4L V8                                                             | M      | 13  | Congfu Cheng             | 8        |
| OAK Racing            | OAK Pescarolo 01                                    | Judd DB 3.4L V8 Honda LM-V8 3.4L V8                                                                     | D      | 15  | Dominik Kraihamer        | 1-3, 7-8 |
| OAK Racing            | OAK Pescarolo 01                                    | Judd DB 3.4L V8 Honda LM-V8 3.4L V8                                                                     | D      | 15  | Bertrand Baguette        | 1-3, 7-8 |
| OAK Racing            | OAK Pescarolo 01                                    | Judd DB 3.4L V8 Honda LM-V8 3.4L V8                                                                     | D      | 15  | Guillaume Moreau         | 1-2      |
| OAK Racing            | OAK Pescarolo 01                                    | Judd DB 3.4L V8 Honda LM-V8 3.4L V8                                                                     | D      | 15  | Franck Montagny          | 3        |
| OAK Racing            | OAK Pescarolo 01                                    | Judd DB 3.4L V8 Honda LM-V8 3.4L V8                                                                     | D      | 15  | Takuma Sato              | 7-8      |
| Pescarolo Team        | Pescarolo 01                                        | Judd GV5 S2 5.0L V10 Judd DB 3.4L V8                                                                    | M      | 16  | Jean-Christophe Boullion | 1, 3     |
| Pescarolo Team        | Pescarolo 01                                        | Judd GV5 S2 5.0L V10 Judd DB 3.4L V8                                                                    | M      | 16  | Emmanuel Collard         | 1, 3     |
| Pescarolo Team        | Pescarolo 01                                        | Judd GV5 S2 5.0L V10 Judd DB 3.4L V8                                                                    | M      | 16  | Julien Jousse            | 1        |
| Pescarolo Team        | Pescarolo 01                                        | Judd GV5 S2 5.0L V10 Judd DB 3.4L V8                                                                    | M      | 16  | Stuart Hall              | 3        |
| Pescarolo Team        | Dome S102.5                                         | Judd DB 3.4L V8                                                                                         | M      | 17  | Sébastien Bourdais       | 2-3      |
| Pescarolo Team        | Dome S102.5                                         | Judd DB 3.4L V8                                                                                         | M      | 17  | Nicolas Minassian        | 2-3      |
| Pescarolo Team        | Dome S102.5                                         | Judd DB 3.4L V8                                                                                         | M      | 17  | Seiji Ara                | 3        |
| Strakka Racing        | HPD ARX-03a                                         | Honda LM-V8 3.4L V8                                                                                     | M      | 21  | Jonny Kane               | Alle     |
| Strakka Racing        | HPD ARX-03a                                         | Honda LM-V8 3.4L V8                                                                                     | M      | 21  | Nick Leventis            | Alle     |
| Strakka Racing        | HPD ARX-03a                                         | Honda LM-V8 3.4L V8                                                                                     | M      | 21  | Danny Watts              | Alle     |
| JRM                   | HPD ARX-03a                                         | Honda LM-V8 3.4L V8                                                                                     | M      | 22  | David Brabham            | Alle     |
| JRM                   | HPD ARX-03a                                         | Honda LM-V8 3.4L V8                                                                                     | M      | 22  | Karun Chandhok           | Alle     |
| JRM                   | HPD ARX-03a                                         | Honda LM-V8 3.4L V8                                                                                     | M      | 22  | Peter Dumbreck           | Alle     |

### LMP2
| Team                    | Auto        | Motor                                 | Banden | Nr. | Coureur                  | Races     |
| ----------------------- | ----------- | ------------------------------------- | ------ | --- | ------------------------ | --------- |
| Signatech-Nissan        | Oreca 03    | Nissan VK45DE 4.5L V8                 | D      | 23  | Olivier Lombard          | Alle      |
| Signatech-Nissan        | Oreca 03    | Nissan VK45DE 4.5L V8                 | D      | 23  | Franck Mailleux          | Alle      |
| Signatech-Nissan        | Oreca 03    | Nissan VK45DE 4.5L V8                 | D      | 23  | Jordan Tresson           | Alle      |
| Signatech-Nissan        | Oreca 03    | Nissan VK45DE 4.5L V8                 | D      | 26  | Pierre Ragues            | 2-8       |
| Signatech-Nissan        | Oreca 03    | Nissan VK45DE 4.5L V8                 | D      | 26  | Nelson Panciatici        | 2-8       |
| Signatech-Nissan        | Oreca 03    | Nissan VK45DE 4.5L V8                 | D      | 26  | Roman Roesinov           | 2-8       |
| OAK Racing              | Morgan LMP2 | Judd HK 3.6L V8 Nissan VK45DE 4.5L V8 | D      | 24  | Jacques Nicolet          | Alle      |
| OAK Racing              | Morgan LMP2 | Judd HK 3.6L V8 Nissan VK45DE 4.5L V8 | D      | 24  | Olivier Pla              | Alle      |
| OAK Racing              | Morgan LMP2 | Judd HK 3.6L V8 Nissan VK45DE 4.5L V8 | D      | 24  | Matthieu Lahaye          | Alle      |
| OAK Racing              | Morgan LMP2 | Judd HK 3.6L V8 Nissan VK45DE 4.5L V8 | D      | 35  | David Heinemeier Hansson | 2-4       |
| OAK Racing              | Morgan LMP2 | Judd HK 3.6L V8 Nissan VK45DE 4.5L V8 | D      | 35  | Bas Leinders             | 2-3       |
| OAK Racing              | Morgan LMP2 | Judd HK 3.6L V8 Nissan VK45DE 4.5L V8 | D      | 35  | Maxime Martin            | 3         |
| OAK Racing              | Morgan LMP2 | Judd HK 3.6L V8 Nissan VK45DE 4.5L V8 | D      | 35  | Bertrand Baguette        | 4-6       |
| OAK Racing              | Morgan LMP2 | Judd HK 3.6L V8 Nissan VK45DE 4.5L V8 | D      | 35  | Dominik Kraihamer        | 4-6       |
| OAK Racing              | Morgan LMP2 | Judd HK 3.6L V8 Nissan VK45DE 4.5L V8 | D      | 35  | Alex Brundle             | 5-6       |
| ADR-Delta               | Oreca 03    | Nissan VK45DE 4.5L V8                 | D      | 25  | Tor Graves               | Alle      |
| ADR-Delta               | Oreca 03    | Nissan VK45DE 4.5L V8                 | D      | 25  | John Martin              | Alle      |
| ADR-Delta               | Oreca 03    | Nissan VK45DE 4.5L V8                 | D      | 25  | Robbie Kerr              | 1-2       |
| ADR-Delta               | Oreca 03    | Nissan VK45DE 4.5L V8                 | D      | 25  | Jan Charouz              | 3-5       |
| ADR-Delta               | Oreca 03    | Nissan VK45DE 4.5L V8                 | D      | 25  | Shinji Nakano            | 7         |
| ADR-Delta               | Oreca 03    | Nissan VK45DE 4.5L V8                 | D      | 25  | Mathias Beche            | 8         |
| Gulf Racing Middle East | Lola B12/80 | Nissan VK45DE 4.5L V8                 | D      | 28  | Fabien Giroix            | 1-3       |
| Gulf Racing Middle East | Lola B12/80 | Nissan VK45DE 4.5L V8                 | D      | 28  | Maxime Jousse            | 1-2       |
| Gulf Racing Middle East | Lola B12/80 | Nissan VK45DE 4.5L V8                 | D      | 28  | Stefan Johansson         | 1-3       |
| Gulf Racing Middle East | Lola B12/80 | Nissan VK45DE 4.5L V8                 | D      | 28  | Ludovic Badey            | 3         |
| Gulf Racing Middle East | Lola B12/80 | Nissan VK45DE 4.5L V8                 | D      | 29  | Frédéric Fatien          | 1-2       |
| Gulf Racing Middle East | Lola B12/80 | Nissan VK45DE 4.5L V8                 | D      | 29  | Keiko Ihara              | Alle      |
| Gulf Racing Middle East | Lola B12/80 | Nissan VK45DE 4.5L V8                 | D      | 29  | Jean-Denis Delétraz      | Alle      |
| Gulf Racing Middle East | Lola B12/80 | Nissan VK45DE 4.5L V8                 | D      | 29  | Marc Rostan              | 3         |
| Gulf Racing Middle East | Lola B12/80 | Nissan VK45DE 4.5L V8                 | D      | 29  | Fabien Giroix            | 4-8       |
| Lotus                   | Lola B12/80 | Lotus (Judd) 3.6L V8                  | D      | 31  | Thomas Holzer            | Alle      |
| Lotus                   | Lola B12/80 | Lotus (Judd) 3.6L V8                  | D      | 31  | Mirco Schultis           | 1-5, 7-8  |
| Lotus                   | Lola B12/80 | Lotus (Judd) 3.6L V8                  | D      | 31  | Luca Moro                | 1, 3, 5-6 |
| Lotus                   | Lola B12/80 | Lotus (Judd) 3.6L V8                  | D      | 31  | Renger van der Zande     | 2         |
| Lotus                   | Lola B12/80 | Lotus (Judd) 3.6L V8                  | D      | 31  | Christijan Albers        | 4         |
| Lotus                   | Lola B12/80 | Lotus (Judd) 3.6L V8                  | D      | 32  | Luca Moro                | 2         |
| Lotus                   | Lola B12/80 | Lotus (Judd) 3.6L V8                  | D      | 32  | Kevin Weeda              | 2, 4-8    |
| Lotus                   | Lola B12/80 | Lotus (Judd) 3.6L V8                  | D      | 32  | James Rossiter           | 2, 4-8    |
| Lotus                   | Lola B12/80 | Lotus (Judd) 3.6L V8                  | D      | 32  | Vitantonio Liuzzi        | 4-7       |
| Lotus                   | Lola B12/80 | Lotus (Judd) 3.6L V8                  | D      | 32  | Jan Charouz              | 8         |
| Greaves Motorsport      | Zytek Z11SN | Nissan VK45DE 4.5L V8                 | D      | 41  | Elton Julian             | Alle      |
| Greaves Motorsport      | Zytek Z11SN | Nissan VK45DE 4.5L V8                 | D      | 41  | Christian Zugel          | Alle      |
| Greaves Motorsport      | Zytek Z11SN | Nissan VK45DE 4.5L V8                 | D      | 41  | Ricardo González         | 1-4, 6-8  |
| Greaves Motorsport      | Zytek Z11SN | Nissan VK45DE 4.5L V8                 | D      | 41  | Roberto González         | 5         |
| Greaves Motorsport      | Zytek Z11SN | Nissan VK45DE 4.5L V8                 | D      | 42  | Alex Brundle             | 3-4       |
| Greaves Motorsport      | Zytek Z11SN | Nissan VK45DE 4.5L V8                 | D      | 42  | Martin Brundle           | 3-4       |
| Greaves Motorsport      | Zytek Z11SN | Nissan VK45DE 4.5L V8                 | D      | 42  | Lucas Ordóñez            | 3-4       |
| Starworks Motorsport    | HPD ARX-03b | Honda HR28TT 2.8L Turbo V6            | D      | 44  | Enzo Potolicchio         | Alle      |
| Starworks Motorsport    | HPD ARX-03b | Honda HR28TT 2.8L Turbo V6            | D      | 44  | Ryan Dalziel             | 1-5, 7-8  |
| Starworks Motorsport    | HPD ARX-03b | Honda HR28TT 2.8L Turbo V6            | D      | 44  | Stéphane Sarrazin        | 1-2, 4-8  |
| Starworks Motorsport    | HPD ARX-03b | Honda HR28TT 2.8L Turbo V6            | D      | 44  | Tom Kimber-Smith         | 3, 6      |
| PeCom Racing            | Oreca 03    | Nissan VK45DE 4.5L V8                 | D      | 49  | Pierre Kaffer            | Alle      |
| PeCom Racing            | Oreca 03    | Nissan VK45DE 4.5L V8                 | D      | 49  | Luis Pérez Companc       | Alle      |
| PeCom Racing            | Oreca 03    | Nissan VK45DE 4.5L V8                 | D      | 49  | Soheil Ayari             | 1-4       |
| PeCom Racing            | Oreca 03    | Nissan VK45DE 4.5L V8                 | D      | 49  | Nicolas Minassian        | 5-8       |

### LMGTE Pro
| Team                   | Auto                     | Motor                 | Banden | Nr. | Coureur              | Races    |
| ---------------------- | ------------------------ | --------------------- | ------ | --- | -------------------- | -------- |
| AF Corse               | Ferrari 458 Italia GT2   | Ferrari F142 4.5L V8  | M      | 51  | Gianmaria Bruni      | 1-5, 7-8 |
| AF Corse               | Ferrari 458 Italia GT2   | Ferrari F142 4.5L V8  | M      | 51  | Giancarlo Fisichella | Alle     |
| AF Corse               | Ferrari 458 Italia GT2   | Ferrari F142 4.5L V8  | M      | 51  | Toni Vilander        | 1, 3, 6  |
| AF Corse               | Ferrari 458 Italia GT2   | Ferrari F142 4.5L V8  | M      | 71  | Andrea Bertolini     | Alle     |
| AF Corse               | Ferrari 458 Italia GT2   | Ferrari F142 4.5L V8  | M      | 71  | Olivier Beretta      | Alle     |
| AF Corse               | Ferrari 458 Italia GT2   | Ferrari F142 4.5L V8  | M      | 71  | Marco Cioci          | 1, 3     |
| Luxury Racing          | Ferrari 458 Italia GT2   | Ferrari F142 4.5L V8  | M      | 59  | Frédéric Makowiecki  | 1-3      |
| Luxury Racing          | Ferrari 458 Italia GT2   | Ferrari F142 4.5L V8  | M      | 59  | Jaime Melo, Jr.      | 1-3      |
| Luxury Racing          | Ferrari 458 Italia GT2   | Ferrari F142 4.5L V8  | M      | 59  | Jean Karl Vernay     | 1        |
| Luxury Racing          | Ferrari 458 Italia GT2   | Ferrari F142 4.5L V8  | M      | 59  | Dominik Farnbacher   | 3        |
| Team Felbermayr-Proton | Porsche 997 GT3-RSR      | Porsche 4.0 L Flat-6  | M      | 77  | Marc Lieb            | Alle     |
| Team Felbermayr-Proton | Porsche 997 GT3-RSR      | Porsche 4.0 L Flat-6  | M      | 77  | Richard Lietz        | Alle     |
| Team Felbermayr-Proton | Porsche 997 GT3-RSR      | Porsche 4.0 L Flat-6  | M      | 77  | Patrick Pilet        | 1        |
| Team Felbermayr-Proton | Porsche 997 GT3-RSR      | Porsche 4.0 L Flat-6  | M      | 77  | Wolf Henzler         | 3        |
| Aston Martin Racing    | Aston Martin Vantage GTE | Aston Martin 4.5 L V8 | M      | 97  | Stefan Mücke         | Alle     |
| Aston Martin Racing    | Aston Martin Vantage GTE | Aston Martin 4.5 L V8 | M      | 97  | Darren Turner        | Alle     |
| Aston Martin Racing    | Aston Martin Vantage GTE | Aston Martin 4.5 L V8 | M      | 97  | Adrián Fernández     | 1-4      |

### LMGTE Am
| Team                   | Auto                    | Motor                | Banden | Nr. | Coureur                | Races     |
| ---------------------- | ----------------------- | -------------------- | ------ | --- | ---------------------- | --------- |
| Larbre Compétition     | Chevrolet Corvette C6.R | Chevrolet 5.5L V8    | M      | 50  | Patrick Bornhauser     | Alle      |
| Larbre Compétition     | Chevrolet Corvette C6.R | Chevrolet 5.5L V8    | M      | 50  | Julien Canal           | Alle      |
| Larbre Compétition     | Chevrolet Corvette C6.R | Chevrolet 5.5L V8    | M      | 50  | Pedro Lamy             | 1, 3, 7-8 |
| Larbre Compétition     | Chevrolet Corvette C6.R | Chevrolet 5.5L V8    | M      | 50  | Fernando Rees          | 2, 4-6    |
| Larbre Compétition     | Chevrolet Corvette C6.R | Chevrolet 5.5L V8    | M      | 70  | Jean-Philippe Belloc   | Alle      |
| Larbre Compétition     | Chevrolet Corvette C6.R | Chevrolet 5.5L V8    | M      | 70  | Christophe Bourret     | Alle      |
| Larbre Compétition     | Chevrolet Corvette C6.R | Chevrolet 5.5L V8    | M      | 70  | Pascal Gibon           | 1, 3-8    |
| JWA-Avila              | Porsche 997 GT3-RSR     | Porsche 4.0 L Flat-6 | P M    | 55  | Joël Camathias         | Alle      |
| JWA-Avila              | Porsche 997 GT3-RSR     | Porsche 4.0 L Flat-6 | P M    | 55  | Markus Palttala        | 1-5       |
| JWA-Avila              | Porsche 997 GT3-RSR     | Porsche 4.0 L Flat-6 | P M    | 55  | Bill Binnie            | 1         |
| JWA-Avila              | Porsche 997 GT3-RSR     | Porsche 4.0 L Flat-6 | P M    | 55  | Paul Daniels           | 2-8       |
| JWA-Avila              | Porsche 997 GT3-RSR     | Porsche 4.0 L Flat-6 | P M    | 55  | Benny Simonsen         | 6         |
| JWA-Avila              | Porsche 997 GT3-RSR     | Porsche 4.0 L Flat-6 | P M    | 55  | Kenji Kobayashi        | 7         |
| JWA-Avila              | Porsche 997 GT3-RSR     | Porsche 4.0 L Flat-6 | P M    | 55  | Matt Bell              | 8         |
| Krohn Racing           | Ferrari 458 Italia GT2  | Ferrari F142 4.5L V8 | D M    | 57  | Niclas Jönsson         | Alle      |
| Krohn Racing           | Ferrari 458 Italia GT2  | Ferrari F142 4.5L V8 | D M    | 57  | Tracy Krohn            | Alle      |
| Krohn Racing           | Ferrari 458 Italia GT2  | Ferrari F142 4.5L V8 | D M    | 57  | Michele Rugolo         | Alle      |
| Luxury Racing          | Ferrari 458 Italia GT2  | Ferrari F142 4.5L V8 | M      | 58  | Pierre Ehret           | 1-3       |
| Luxury Racing          | Ferrari 458 Italia GT2  | Ferrari F142 4.5L V8 | M      | 58  | Dominik Farnbacher     | 1         |
| Luxury Racing          | Ferrari 458 Italia GT2  | Ferrari F142 4.5L V8 | M      | 58  | François Jakubowski    | 1         |
| Luxury Racing          | Ferrari 458 Italia GT2  | Ferrari F142 4.5L V8 | M      | 58  | Gunnar Jeannette       | 2-3       |
| Luxury Racing          | Ferrari 458 Italia GT2  | Ferrari F142 4.5L V8 | M      | 58  | Frankie Montecalvo     | 2-3       |
| AF Corse-Waltrip       | Ferrari 458 Italia GT2  | Ferrari F142 4.5L V8 | M      | 61  | Rui Águas              | 1-3, 6, 8 |
| AF Corse-Waltrip       | Ferrari 458 Italia GT2  | Ferrari F142 4.5L V8 | M      | 61  | Robert Kauffman        | 1-3, 6, 8 |
| AF Corse-Waltrip       | Ferrari 458 Italia GT2  | Ferrari F142 4.5L V8 | M      | 61  | Michael Waltrip        | 1         |
| AF Corse-Waltrip       | Ferrari 458 Italia GT2  | Ferrari F142 4.5L V8 | M      | 61  | Brian Vickers          | 2-3, 6    |
| AF Corse-Waltrip       | Ferrari 458 Italia GT2  | Ferrari F142 4.5L V8 | M      | 61  | Piergiuseppe Perazzini | 4         |
| AF Corse-Waltrip       | Ferrari 458 Italia GT2  | Ferrari F142 4.5L V8 | M      | 61  | Matt Griffin           | 4         |
| AF Corse-Waltrip       | Ferrari 458 Italia GT2  | Ferrari F142 4.5L V8 | M      | 61  | Marco Cioci            | 4, 8      |
| AF Corse-Waltrip       | Ferrari 458 Italia GT2  | Ferrari F142 4.5L V8 | M      | 61  | Francisco Longo        | 5         |
| AF Corse-Waltrip       | Ferrari 458 Italia GT2  | Ferrari F142 4.5L V8 | M      | 61  | Xandinho Negrão        | 5         |
| AF Corse-Waltrip       | Ferrari 458 Italia GT2  | Ferrari F142 4.5L V8 | M      | 61  | Enrique Bernoldi       | 5         |
| AF Corse               | Ferrari 458 Italia GT2  | Ferrari F142 4.5L V8 | M      | 81  | Piergiuseppe Perazzini | 2-3       |
| AF Corse               | Ferrari 458 Italia GT2  | Ferrari F142 4.5L V8 | M      | 81  | Matt Griffin           | 2-3       |
| AF Corse               | Ferrari 458 Italia GT2  | Ferrari F142 4.5L V8 | M      | 81  | Marco Cioci            | 2         |
| AF Corse               | Ferrari 458 Italia GT2  | Ferrari F142 4.5L V8 | M      | 81  | Niki Cadei             | 3         |
| Team Felbermayr-Proton | Porsche 997 GT3-RSR     | Porsche 4.0 L Flat-6 | M      | 88  | Christian Ried         | Alle      |
| Team Felbermayr-Proton | Porsche 997 GT3-RSR     | Porsche 4.0 L Flat-6 | M      | 88  | Gianluca Roda          | Alle      |
| Team Felbermayr-Proton | Porsche 997 GT3-RSR     | Porsche 4.0 L Flat-6 | M      | 88  | Paolo Ruberti          | Alle      |

## Resultaten
| Ronde | Circuit     | Winnaar LMP1                                    | Winnaar LMP1-privé                                      | Winnaar LMP2                                       | Winnaar LMGTE Pro                                  | Winnaar LMGTE Am                                | Verslag |
| ----- | ----------- | ----------------------------------------------- | ------------------------------------------------------- | -------------------------------------------------- | -------------------------------------------------- | ----------------------------------------------- | ------- |
| 1     | Sebring     | #2 Audi Sport Team Joest                        | #16 Pescarolo Team                                      | #44 Starworks Motorsport                           | #71 AF Corse                                       | #88 Team Felbermayr-Proton                      | Verslag |
| 1     | Sebring     | Allan McNish Tom Kristensen Rinaldo Capello     | Jean-Christophe Boullion Emmanuel Collard Julien Jousse | Ryan Dalziel Enzo Potolicchio Stéphane Sarrazin    | Andrea Bertolini Marco Cioci Olivier Beretta       | Christian Ried Paolo Ruberti Gianluca Roda      | Verslag |
| 2     | Spa         | #3 Audi Sport Team Joest                        | #12 Rebellion Racing                                    | #25 ADR-Delta                                      | #77 Team Felbermayr-Proton                         | #88 Team Felbermayr-Proton                      | Verslag |
| 2     | Spa         | Romain Dumas Loïc Duval Marc Gené               | Nicolas Prost Neel Jani Nick Heidfeld                   | John Martin Robbie Kerr Tor Graves                 | Marc Lieb Richard Lietz                            | Christian Ried Gianluca Roda Paolo Ruberti      | Verslag |
| 3     | Le Mans     | #1 Audi Sport Team Joest                        | #12 Rebellion Racing                                    | #44 Starworks Motorsport                           | #51 AF Corse                                       | #50 Larbre Compétition                          | Verslag |
| 3     | Le Mans     | Marcel Fässler Benoît Tréluyer André Lotterer   | Nicolas Prost Neel Jani Nick Heidfeld                   | Ryan Dalziel Enzo Potolicchio Tom Kimber-Smith     | Gianmaria Bruni Giancarlo Fisichella Toni Vilander | Patrick Bornhauser Julien Canal Pedro Lamy      | Verslag |
| 4     | Silverstone | #1 Audi Sport Team Joest                        | #13 Rebellion Racing                                    | #25 ADR-Delta                                      | #51 AF Corse                                       | #61 AF Corse-Waltrip                            | Verslag |
| 4     | Silverstone | Marcel Fässler Benoît Tréluyer André Lotterer   | Andrea Belicchi Harold Primat                           | Jan Charouz Tor Graves John Martin                 | Giancarlo Fisichella Gianmaria Bruni               | Piergiuseppe Perazzini Marco Cioci Matt Griffin | Verslag |
| 5     | São Paulo   | #7 Toyota Racing                                | #12 Rebellion Racing                                    | #44 Starworks Motorsport                           | #51 AF Corse                                       | #88 Team Felbermayr-Proton                      | Verslag |
| 5     | São Paulo   | Alexander Wurz Nicolas Lapierre                 | Nicolas Prost Neel Jani                                 | Ryan Dalziel Enzo Potolicchio Stéphane Sarrazin    | Giancarlo Fisichella Gianmaria Bruni               | Christian Ried Gianluca Roda Paolo Ruberti      | Verslag |
| 6     | Bahrein     | #1 Audi Sport Team Joest                        | #21 Strakka Racing                                      | #49 Pecom Racing                                   | #51 AF Corse                                       | #88 Team Felbermayr-Proton                      | Verslag |
| 6     | Bahrein     | Marcel Fässler Benoît Tréluyer André Lotterer   | Jonny Kane Danny Watts Nick Leventis                    | Luis Pérez Companc Nicolas Minassian Pierre Kaffer | Giancarlo Fisichella Toni Vilander                 | Christian Ried Gianluca Roda Paolo Ruberti      | Verslag |
| 7     | Fuji        | #7 Toyota Racing                                | #12 Rebellion Racing                                    | #25 ADR-Delta                                      | #77 Team Felbermayr-Proton                         | #50 Larbre Compétition                          | Verslag |
| 7     | Fuji        | Alexander Wurz Nicolas Lapierre Kazuki Nakajima | Nicolas Prost Neel Jani                                 | Tor Graves John Martin Shinji Nakano               | Marc Lieb Richard Lietz                            | Patrick Bornhauser Julien Canal Pedro Lamy      | Verslag |
| 8     | Shanghai    | #7 Toyota Racing                                | #13 Rebellion Racing                                    | #25 ADR-Delta                                      | #97 Aston Martin Racing                            | #50 Larbre Compétition                          | Verslag |
| 8     | Shanghai    | Alexander Wurz Nicolas Lapierre                 | Harold Primat Andrea Belicchi Congfu Cheng              | Tor Graves John Martin Mathias Beche               | Stefan Mücke Darren Turner                         | Patrick Bornhauser Julien Canal Pedro Lamy      | Verslag |

## Kampioenschappen

### Puntensysteem
- Inschrijvingen vertrekkend van pole-position zijn vetgedrukt.
- Voor de 24 uur van Le Mans werden dubbele punten uitgereikt.

† Deze coureur kreeg geen punten omdat deze minder dan de minimum toegestane tijd in de auto heeft gereden.
| Positie | 1e | 2e | 3e | 4e | 5e | 6e | 7e | 8e | 9e | 10e | Overig | Pole |
| Punten  | 25 | 18 | 15 | 12 | 10 | 8  | 6  | 4  | 2  | 1   | 0,5    | 1    |

### Coureurs
Er werd een wereldkampioenschap uitgereikt aan de coureurs. In latere jaren zouden alle klassen een aparte kampioen krijgen.

#### LMP
| Pos. | Coureur                  | Team                   | SEB | SPA | LEM | SIL | SÃO | BHR | FUJ | SHA | Punten |
| ---- | ------------------------ | ---------------------- | --- | --- | --- | --- | --- | --- | --- | --- | ------ |
| 1    | André Lotterer           | Audi Sport Team Joest  | 11  | 2   | 1   | 1   | 2   | 1   | 2   | 3   | 172,5  |
| 1    | Benoît Tréluyer          | Audi Sport Team Joest  | 11  | 2   | 1   | 1   | 2   | 1   | 2   | 3   | 172,5  |
| 1    | Marcel Fässler           | Audi Sport Team Joest  | 11  | 2   | 1   | 1   | 2   | 1   | 2   | 3   | 172,5  |
| 2    | Allan McNish             | Audi Sport Team Joest  | 1   | 3   | 2   | 3   | 3   | 2   | 3   | 2   | 159    |
| 2    | Tom Kristensen           | Audi Sport Team Joest  | 1   | 3   | 2   | 3   | 3   | 2   | 3   | 2   | 159    |
| 3    | Alexander Wurz           | Toyota Racing          |     |     | DNF | 2   | 1   | DNF | 1   | 1   | 96     |
| 3    | Nicolas Lapierre         | Toyota Racing          |     |     | DNF | 2   | 1   | DNF | 1   | 1   | 96     |
| 4    | Nicolas Prost            | Rebellion Racing       | 17  | 4   | 3   | 6   | 4   | 4   | 4   | DNF | 86,5   |
| 4    | Neel Jani                | Rebellion Racing       | 17  | 4   | 3   | 6   | 4   | 4   | 4   | DNF | 86,5   |
| 5    | Rinaldo Capello          | Audi Sport Team Joest  | 1   | 3   | 2   |     |     |     |     |     | 77     |
| 6    | Romain Dumas             | Audi Sport Team Joest  | 2   | 1   | 4   |     |     |     |     |     | 67     |
| 6    | Loïc Duval               | Audi Sport Team Joest  | 2   | 1   | 4   |     |     |     |     |     | 67     |
| 7    | Nick Leventis            | Strakka Racing         | 8   | 6   | 22  | 5   | 5   | 3   | 6   | 6   | 64     |
| 7    | Jonny Kane               | Strakka Racing         | 8   | 6   | 22  | 5   | 5   | 3   | 6   | 6   | 64     |
| 7    | Danny Watts              | Strakka Racing         | 8   | 6   | 22  | 5   | 5   | 3   | 6   | 6   | 64     |
| 8    | Harold Primat            | Rebellion Racing       | 19  | 5   | 9   | 4   | 6   | 5   | 7   | 4   | 62,5   |
| 8    | Andrea Belicchi          | Rebellion Racing       | 19  | 5   | 9   | 4   | 6   | 5   | 7   | 4   | 62,5   |
| 9    | Enzo Potolicchio         | Starworks Motorsport   | 3   | 29  | 6   | 9   | 7   | 8   | 9   | 8   | 53,5   |
| 10   | Peter Dumbreck           | JRM                    | 12  | 9   | 5   | 7   | 9   | DNF | 5   | 5   | 50,5   |
| 10   | David Brabham            | JRM                    | 12  | 9   | 5   | 7   | 9   | DNF | 5   | 5   | 50,5   |
| 10   | Karun Chandhok           | JRM                    | 12  | 9   | 5   | 7   | 9   | DNF | 5   | 5   | 50,5   |
| 11   | Marc Gené                | Audi Sport Team Joest  |     | 1   | 4   |     |     |     |     |     | 49     |
| 12   | Ryan Dalziel             | Starworks Motorsport   | 3   | 29  | 6   | 9   | 7   |     | 9   | 8   | 48,5   |
| 13   | Kazuki Nakajima          | Toyota Racing          |     |     | DNF | 2   |     |     | 1   |     | 44     |
| 14   | Nick Heidfeld            | Rebellion Racing       | 17  | 4   | 3   |     |     |     |     |     | 42,5   |
| 15   | Stéphane Sarrazin        | Starworks Motorsport   | 3   | 29  |     | 9   | 7   | 8   | 9   | 8   | 37,5   |
| 15   | Stéphane Sarrazin        | Toyota Racing          |     |     | DNF |     |     |     |     |     | 37,5   |
| 16   | Pierre Kaffer            | Pecom Racing           | 6   | 20  | 7   | 11  | 8   | 6   | 11  | 10  | 34,5   |
| 16   | Luis Pérez Companc       | Pecom Racing           | 6   | 20  | 7   | 11  | 8   | 6   | 11  | 10  | 34,5   |
| 17   | Tor Graves               | ADR-Delta              | 9   | 7   | 11  | 8   | 12  | 20  | 8   | 7   | 26     |
| 17   | John Martin              | ADR-Delta              | 9   | 7   | 11  | 8   | 12  | 20  | 8   | 7   | 26     |
| 18   | Soheil Ayari             | Pecom Racing           | 6   | 20  | 7   | 11  |     |     |     |     | 21     |
| 19   | Tom Kimber-Smith         | Starworks Motorsport   |     |     | 6   |     |     | 8   |     |     | 21     |
| 20   | Olivier Pla              | OAK Racing             | 4   | 13  | DNF | 13  | 10  | 11  | 10  | 9   | 18,5   |
| 20   | Jacques Nicolet          | OAK Racing             | 4   | 13  | DNF | 13  | 10  | 11  | 10  | 9   | 18,5   |
| 21   | Timo Bernhard            | Audi Sport Team Joest  | 2   |     |     |     |     |     |     |     | 18     |
| 22   | Lucas di Grassi          | Audi Sport Team Joest  |     |     |     |     | 3   |     |     |     | 15     |
| 23   | Nicolas Minassian        | Pescarolo Team         |     | 11  | NC  |     |     |     |     |     | 14     |
| 23   | Nicolas Minassian        | Pecom Racing           |     |     |     |     | 8   | 6   | 11  | 10  | 14     |
| 24   | Congfu Cheng             | Rebellion Racing       |     |     |     |     |     |     |     | 4   | 12     |
| 25   | Pierre Ragues            | Signatech-Nissan       |     | 25  | 8   | 10  | 14  | 10  | EX  | 13  | 11,5   |
| 25   | Nelson Panciatici        | Signatech-Nissan       |     | 25  | 8   | 10  | 14  | 10  | EX  | 13  | 11,5   |
| 25   | Roman Roesinov           | Signatech-Nissan       |     | 25  | 8   | 10  | 14  | 10  | EX  | 13  | 11,5   |
| 26   | Elton Julian             | Greaves Motorsport     | 7   | 12  | 10  | 17  | 11  | 12  | 14  | 15  | 11     |
| 26   | Christian Zugel          | Greaves Motorsport     | 7   | 12  | 10  | 17  | 11  | 12  | 14  | 15  | 11     |
| 27   | Ricardo González         | Greaves Motorsport     | 7   | 12  | 10  | 17  |     | 12  | 14  | 15  | 10,5   |
| 28   | Emmanuel Collard         | Pescarolo Team         | 5   |     | DNF |     |     |     |     |     | 10     |
| 28   | Jean-Christophe Boullion | Pescarolo Team         | 5   |     | DNS |     |     |     |     |     | 10     |
| 28   | Julien Jousse            | Pescarolo Team         | 5   |     |     |     |     |     |     |     | 10     |
| 29   | Robbie Kerr              | ADR-Delta              | 9   | 7   |     |     |     |     |     |     | 9      |
| 30   | Olivier Lombard          | Signatech-Nissan       | DNF | 28  | 14  | DNF | DNF | 7   | 15  | 11  | 8,5    |
| 30   | Jordan Tresson           | Signatech-Nissan       | DNF | 28  | 14  | DNF | DNF | 7   | 15  | 11  | 8,5    |
| 31   | Franck Mailleux          | Signatech-Nissan       | DNF | 28† | 14  | DNF | DNF | 7   | 15  | 11  | 8      |
| 32   | Jan Charouz              | ADR-Delta              |     |     | 11  | 8   | 12  |     |     |     | 7,5    |
| 32   | Jan Charouz              | Lotus                  |     |     |     |     |     |     |     | DNF | 7,5    |
| 33   | Darren Turner            | Aston Martin Racing    | 18  | DNF | 17  | 19  | 17  | 14  | 19  | 16  | 7      |
| 33   | Stefan Mücke             | Aston Martin Racing    | 18  | DNF | 17  | 19  | 17  | 14  | 19  | 16  | 7      |
| 34   | Matthieu Lahaye          | OAK Racing             | 4†  | 13  | DNF | 13  | 10  | 11  | 10  | 9   | 6,5    |
| 35   | Mathias Beche            | ADR-Delta              |     |     |     |     |     |     |     | 7   | 6      |
| 36   | David Heinemeier Hansson | OAK Racing             |     | 8   | 12  | 14  |     |     |     |     | 5,5    |
| 37   | Marc Lieb                | Team Felbermayr-Proton | 14  | 14  | DNF | 23  | 18  | 15  | 17  | 17  | 5,5    |
| 37   | Richard Lietz            | Team Felbermayr-Proton | 14  | 14  | DNF | 23  | 18  | 15  | 17  | 17  | 5,5    |
| 38   | Paolo Ruberti            | Team Felbermayr-Proton | 15  | 19  | DNF | 21  | 20  | 17  | 23  | 20  | 5,5    |
| 38   | Gianluca Roda            | Team Felbermayr-Proton | 15  | 19  | DNF | 21  | 20  | 17  | 23  | 20  | 5,5    |
| 38   | Christian Ried           | Team Felbermayr-Proton | 15  | 19  | DNF | 21  | 20  | 17  | 23  | 20  | 5,5    |
| 39   | Bas Leinders             | OAK Racing             |     | 8   | 12  |     |     |     |     |     | 5      |
| 40   | Jean-Philippe Belloc     | Larbre Compétition     | 16  | DNF | 21  | 25  | 21  | 22  | 24  | 23  | 5      |
| 40   | Pascal Gibon             | Larbre Compétition     | 16  |     | 21  | 25  | 21  | 22  | 24  | 23  | 5      |
| Pos. | Coureur                  | Team                   | SEB | SPA | LEM | SIL | SÃO | BHR | FUJ | SHA | Punten |

### Constructeurs en teams
Er worden zes titels uitgereikt aan de constructeurs en teams, waarvan twee wereldkampioenschappen. De kampioenen in de LMP1- en GTE-klassen worden gekroond tot wereldkampioen, terwijl de kampioenen in de LMP1-privé-, LMP2-, de LMGTE Pro- en LMGTE Am-klassen een FIA Endurance Trophy krijgen.

#### LMP1
Een constructeur ontvangt enkel punten voor de hoogst geklasseerde auto. Alleen de zes beste resultaten tellen mee voor het kampioenschap.
| Pos. | Constructeur | SEB | SPA | LEM | SIL | SÃO | BHR | FUJ | SHA | Punten    |
| ---- | ------------ | --- | --- | --- | --- | --- | --- | --- | --- | --------- |
| 1    | Audi         | 1   | 1   | 1   | 1   | 2   | 1   | 2   | 2   | 173 (209) |
| 2    | Toyota       |     |     | DNF | 2   | 1   | DNF | 1   | 1   | 96        |
| Pos. | Constructeur | SEB | SPA | LEM | SIL | SÃO | BHR | FUJ | SHA | Punten    |

#### GTE
Een constructeur ontvangt enkel punten voor de twee hoogst geklasseerde auto's.
| Pos. | Constructeur | SEB | SPA | LEM | SIL | SÃO | BHR | FUJ | SHA | Punten |
| ---- | ------------ | --- | --- | --- | --- | --- | --- | --- | --- | ------ |
| 1    | Ferrari      | 1   | 2   | 1   | 1   | 1   | 1   | 2   | 2   | 338    |
| 1    | Ferrari      | 6   | 3   | 2   | 2   | 3   | 3   | 3   | 5   | 338    |
| 2    | Porsche      | 2   | 1   | 8   | 3   | 2   | 2   | 1   | 1   | 233    |
| 2    | Porsche      | 3   | 5   | DNF | 5   | 4   | 4   | 6   | 4   | 233    |
| 3    | Chevrolet    | 4   | 6   | 3   | 6   | 5   | 7   | 4   | 3   | 143    |
| 3    | Chevrolet    | 5   | DNF | 6   | EX  | EX  | 8   | 7   | 7   | 143    |
| Pos. | Constructeur | SEB | SPA | LEM | SIL | SÃO | BHR | FUJ | SHA | Punten |

#### LMP1-privé
| Pos. | Team             | SEB | SPA | LEM | SIL | SÃO | BHR | FUJ | SHA | Punten |
| ---- | ---------------- | --- | --- | --- | --- | --- | --- | --- | --- | ------ |
| 1    | Rebellion Racing | 4   | 1   | 1   | 1   | 1   | 2   | 1   | 1   | 205    |
| 2    | Strakka Racing   | 2   | 3   | 4   | 2   | 2   | 1   | 3   | 3   | 148    |
| 3    | JRM              | 3   | 4   | 2   | 4   | 4   | DNF | 2   | 2   | 123    |
| 4    | OAK Racing       | 6   | DNF | DNF |     |     |     | 5   | 4   | 30     |
| 5    | Pescarolo Team   | 1   |     | DNF |     |     |     |     |     | 25     |
| Pos. | Team             | SEB | SPA | LEM | SIL | SÃO | BHR | FUJ | SHA | Punten |

#### LMP2
| Pos. | Team                    | SEB | SPA | LEM | SIL | SÃO | BHR | FUJ | SHA | Punten |
| ---- | ----------------------- | --- | --- | --- | --- | --- | --- | --- | --- | ------ |
| 1    | Starworks Motorsport    | 1   | 8   | 1   | 2   | 1   | 3   | 2   | 2   | 177    |
| 2    | ADR-Delta               | 5   | 1   | 4   | 1   | 5   | 6   | 1   | 1   | 154    |
| 3    | PeCom Racing            | 3   | 6   | 2   | 3   | 2   | 1   | 4   | 4   | 141    |
| 4    | OAK Racing              | 2   | 4   | DNF | 4   | 3   | 4   | 3   | 3   | 100    |
| 5    | Greaves Motorsport      | 4   | 3   | 3   | 7   | 4   | 5   | 6   | 7   | 99     |
| 6    | Signatech-Nissan        | DNF | 7   | 5   | DNF | DNF | 2   | 7   | 5   | 60     |
| 7    | Gulf Racing Middle East | 7   | 2   | DNF | 5   | 7   | DNF | 5   | DNF | 44     |
| 8    | Lotus                   | 6   | DNF | DNF | 6   | 6   | DNF | DNF | 6   | 32     |
| Pos. | Team                    | SEB | SPA | LEM | SIL | SÃO | BHR | FUJ | SHA | Punten |

#### LMGTE Pro
| Pos. | Team                   | SEB | SPA | LEM | SIL | SÃO | BHR | FUJ | SHA | Punten |
| ---- | ---------------------- | --- | --- | --- | --- | --- | --- | --- | --- | ------ |
| 1    | AF Corse               | 1   | 2   | 1   | 1   | 1   | 1   | 2   | 3   | 201    |
| 2    | Aston Martin Racing    | 3   | DNF | 3   | 2   | 2   | 2   | 3   | 1   | 142    |
| 3    | Team Felbermayr-Proton | 2   | 1   | DNF | 3   | 3   | 3   | 1   | 2   | 133    |
| 4    | Luxury Racing          | DNF | 3   | 2   |     |     |     |     |     | 53     |
| Pos. | Team                   | SEB | SPA | LEM | SIL | SÃO | BHR | FUJ | SHA | Punten |

#### LMGTE Am
| Pos. | Team                   | SEB | SPA | LEM | SIL | SÃO | BHR | FUJ | SHA | Punten |
| ---- | ---------------------- | --- | --- | --- | --- | --- | --- | --- | --- | ------ |
| 1    | Larbre Compétition     | 2   | 2   | 1   | 4   | 2   | 4   | 1   | 1   | 179    |
| 2    | Team Felbermayr-Proton | 1   | 1   | DNF | 2   | 1   | 1   | 3   | 2   | 153    |
| 3    | Krohn Racing           | 5   | 5   | 2   | 3   | DNF | 3   | 2   | 3   | 119    |
| 4    | AF Corse-Waltrip       | 4   | DNS | 4   | 1   | 3   | 2   |     | 4   | 108    |
| 5    | JWA-Avila              | 6   | 4   | 5   | 5   | 4   | 6   | 5   | 6   | 88     |
| 6    | Luxury Racing          | DNS | 3   | DNF |     |     |     |     |     | 18     |
| Pos. | Team                   | SEB | SPA | LEM | SIL | SÃO | BHR | FUJ | SHA | Punten |